# Владімір Забродський
Владімір Забродський (чеськ. Vladimír Zábrodský; 7 березня 1923, Прага, Чехословаччина — 20 березня 2020, Швеція) — чехословацький хокеїст (центральний нападник) та тенісист.
Один з найкращих гравців в історії чехословацького хокею. Двічі здбував золоті нагороди на чемпіонатах світу. З 1997 року член зали слави ІІХФ, а з 2008 — зали слави чеського хокею.
У складі збірної Чехословаччини з тенісу брав участь у трьох турнірах кубка Девіса (1948, 1955, 1956). Володів унікальним бекхендом.

## Клубна кар'єра
Молодий Владімір Забродський, без особливих складнощів, замінив лідера ЛТЦ 30-х років Йозефа Малачека. Під час другої світової війни його команда домінувала у чемпіонаті протектората Богемії і Моравії. У сезоні 1943-44 Забродський — найкращий снайпер ліги. У повоєнний час клуб перемагає у чотирьох чемпіонатах поспіль, а Владімір Забродський двічі забиває найбільше голів у лізі. З успіхом ЛТЦ грає і на міжнародній арені. В цей час здобуто три кубка Шпенглера (1946, 1947, 1948).
Його пара з лівим крайнім Станіславом Конопасеком була нестримною як у ЛТЦ, так і в національній дружині. На правому фланзі першої ланки клубу змінилося чимало партнерів: Ярослав Юхан, Йозеф Кус, Франтішек Пергл, Ладіслав Трояк та Вацлав Розіняк. Саме з останнім Забродський та Конопасек найкраще взаємодіяли. У захисті команди грав і його молодший брат — Олдржих Забродський.
В 1950 році, проти багатьох провідних хокеїстів країни, були зфабриковані кримінальні справи у державній зраді та шпіонажі на користь капіталістичних країн. Владімір Забродський, один з небагатьох, хто залишився на волі. Але йому довелося перейти до «Спарти», команди другого дивізіону. У новому клубові виконував обов'язки граючого тренера. Через рік команда змінює назву («Спартак Соколово») та виступає вже у чехословацькій хокейній лізі, а у сезонах 1952-53, 1953-54 здобуває чемпіонські титули. Сам Забродський — найвлучніший гравець трьох турнірів: 1954 (30), 1957 (33), 1959 (23). Всього у чемпіонаті за «Спарту» провів 168 матчів (228 голів).
Останні два сезона, після трьохрічної перерви, провів у команді другого дивізіону — «Богеміанс» (Прага), де виконував обов'язки граючого тренера.

## Виступи у збірній
У складі національної збірної був учасником двох Олімпіад (1948, 1956).На іграх у Санкт-Моріці здобув срібну нагороду.
Брав участь у шести чемпіонатах світу та Європи (1947—1949, 1954—1956). Чемпіон світу 1947, 1949; другий призер 1948; третій призер 1955. На чемпіонатах Європи — три золоті (1947, 1948, 1949), одна срібна (1955) та дві бронзові нагороди (1954, 1956). Двічі був найкращим снайпером турнірів: 1947 (29 закинутих шайб), 1948 (21).
На чемпіонатах світу та Олімпійських іграх провів 44 матчі (79 закинутих шайб), а всього у складі збірної Чехословаччини — 94 матчі (158 голів).

## Тренерська діяльність
У 1965 році емігрував до Швеції, оселився у Стокгольмі. На посаді головного тренера працював у клубах «Лександ» (1965—1967), «Регле» (1967—1970) та «Юргорден» (1970—1971).

## Нагороди та досягнення
- 1981 — обраний до новоствореного «Клубу хокейних снайперів», наразі займає сьоме місце (464 закинуті шайби).[4]
- 1997 — була заснована зала слави ІІХФ, яка у першому варіанті нараховувала 31 лауреата. Серед них і троє представників Чехії: Владімір Забродський, Владімір Костка та Вацлав Недоманський.
- 10 січня 2004 — обраний до символічної збірної «Спарти» (Прага):[5]

| Воротар: Їржі Голечек. Захисники: Карел Гут, Франтішек Тікал. Нападники: Ян Гавел, Владімір Забродський, Їржі Грдіна. |

- 30 січня 2007 — обраний до символічної збірної ЛТЦ (Прага):[6]

| Воротар: Богуміл Модрий. Захисники: Мірослав Покорний, Йозеф Троусілек. Нападники: Станіслав Конопасек, Владімір Забродський, Йозеф Малечек. |

- 4 листопада 2008 — була заснована Зала слави чеського хокею. Серед перших лауреатів був обраний і Владімір Забродський.
- 6 листопада 2008 — з нагоди 100-річчя чеського хокею був нагороджений «Почесною золотою медаллю», яку особисто вручив президент Чехії Вацлав Клаус. Окрім нього, цю нагороду отримали ще сім гравців: Августін Бубнік, Їржі Голик, Владімір Мартінець, Їржі Грдіна, Владімір Ружичка, Домінік Гашек та Яромір Ягр.[7]

### Командні
- Олімпійські ігри

 Віце-чемпіон (1): 1948
- Чемпіонат світу

 Чемпіон (2): 1947, 1949
 Віце-чемпіон (1): 1948
 Третій призер (1): 1955
- Чемпіонат Європи

 Чемпіон (3): 1947, 1948, 1949
 Віце-чемпіон (1): 1955
 Третій призер (1): 1954, 1956
- Чемпіонат Чехословаччини

 Чемпіон (6): 1946, 1947, 1948, 1949, 1953, 1954
- Чемпіонат Богемії і Моравії

 Чемпіон (3): 1942, 1943, 1944
- Кубок Шпенглера

 Володар кубка (3): 1946, 1947, 1948

### Особисті
- Кращий снайпер Олімпійських ігор (1): 1948 (21 гол)
- Кращий снайпер чемпіонату світу (1): 1947 (29 голів)
- Кращий снайпер Чехословаччини (5): 1947, 1949, 1954, 1957, 1959
- Кращий снайпер Богемії і Моравії (1): 1944 (9 голів)

## Статистика
На Олімпійських іграх та чемпіонатах світу:
| Команда        | Сезон  | Турнір | Ігри | Голи |
| -------------- | ------ | ------ | ---- | ---- |
| Чехословаччина | 1947   | ЧС     | 7    | 29   |
| Чехословаччина | 1948   | ОІ     | 8    | 21   |
| Чехословаччина | 1949   | ЧС     | 7    | 10   |
| Чехословаччина | 1954   | ЧС     | 7    | 4    |
| Чехословаччина | 1955   | ЧС     | 8    | 13   |
| Чехословаччина | 1956   | ОІ     | 7    | 2    |
| Всього         | Всього | Всього | 44   | 79   |

У національному чемпіонаті:
| Команда                    | Сезон   | Ліга   | Ігри | Голи |
| -------------------------- | ------- | ------ | ---- | ---- |
| ЛТЦ (Прага)                | 1940-41 | D-1    | ?    | 7    |
| ЛТЦ (Прага)                | 1941-42 | D-1    | ?    | 5    |
| ЛТЦ (Прага)                | 1942-43 | D-1    | ?    | 4    |
| ЛТЦ (Прага)                | 1943-44 | D-1    | ?    | 9    |
| Всього                     | Всього  | Всього | ?    | 25   |
| ЛТЦ (Прага)                | 1945-46 | D-1    | ?    | 7    |
| ЛТЦ (Прага)                | 1946-47 | D-1    | ?    | 17   |
| ЛТЦ (Прага)                | 1947-48 | D-1    | ?    | 17   |
| ЛТЦ (Прага)                | 1948-49 | D-1    | ?    | 19   |
| ЛТЦ (Прага)                | 1949-50 | D-1    | ?    | 20   |
| Всього                     | Всього  | Всього | ?    | 80   |
| «Спартак Соколово» (Прага) | 1951-52 | D-1    | 15   | 24   |
| «Спартак Соколово» (Прага) | 1952-53 | D-1    | 14   | 32   |
| «Спартак Соколово» (Прага) | 1953-54 | D-1    | 15   | 30   |
| «Спартак Соколово» (Прага) | 1954-55 | D-1    | 14   | 21   |
| «Спартак Соколово» (Прага) | 1955-56 | D-1    | 20   | 24   |
| «Спартак Соколово» (Прага) | 1956-57 | D-1    | 26   | 33   |
| «Спартак Соколово» (Прага) | 1957-58 | D-1    | 22   | 24   |
| «Спартак Соколово» (Прага) | 1958-59 | D-1    | 21   | 23   |
| «Спартак Соколово» (Прага) | 1959-60 | D-1    | 21   | 17   |
| Всього                     | Всього  | Всього | 168  | 228  |